# نشانه پاراگراف
نشانهٔ پاراگراف (¶)(در یونی‌کد: U+00B6 ¶ pilcrow sign) یک نویسه است. در برخی نرم‌افزارهای واژه‌پرداز، مانند مایکروسافت ورد، این نویسه برای مشخص‌کردن پایان بندهای (پاراگراف‌های) یک نوشته استفاده می‌شود. به عبارت دیگر در این نرم‌افزارها هر پاراگراف به‌صورت نشانهٔ ¶ به‌همراه همهٔ واژه‌های پیش از آن (تا ¶ قبلی) تعریف می‌شوند و با فشردن کلید ورود می‌توان آن را وارد کرد.
به غیر از U+00B6 ¶ pilcrow sign (182decimal)، در یونی‌کد نویسه‌های U+204B ⁋ reversed pilcrow sign (8267decimal) و U+2761 ❡ curved stem paragraph sign ornament (10081decimal) نیز به‌عنوان نویسه‌های مکمل تعریف شده‌اند.

## تایپ‌کردن نشانهٔ پاراگراف
- در یونی‌کد، نویسهٔ نشانهٔ پاراگراف U+00B6 ¶ pilcrow sign (اچ‌تی‌ام‌ال: &#182; &para;) است.
- در مک اواس با فشردن کلیدهای ⌥ Opt+7 می‌توان این نویسه را نوشت.
- در ویم، در حالت درج: Ctrl+K یا PI
- کد دگرساز ویندوز: Alt+0182 (در صفحه‌کلید شماره‌ای).
- سیستم پنجره اکس، با کمک کلید کامپوز: Compose, ⇧ Shift+P, ⇧ Shift+P
- ابزارهای همراه ممکن است برای درج این نشانه به نرم‌افزارهای جانبی نیاز داشته‌باشند.